# 2012 en sport
Cet article présente les faits marquants de l'année 2012 en sport.

## Par dates(date de début)

### Janvier
- 26 décembre 2011 au 5 janvier : 36e édition des championnats du monde junior de hockey sur glace a eu lieu à Calgary et Edmonton, en Alberta au Canada. (voir en 2011)
- 31 décembre 2011 au 7 janvier : 5e édition des championnats du monde moins de 18 ans de hockey sur glace féminin a eu lieu à Zlín et de Přerov en République tchèque. (voir en 2011)
- 10 au 21 : 20e édition des championnats d'Afrique des nations de handball masculin a eu lieu à Casablanca au Maroc.
- 13 au 22 : 1re édition des Jeux olympiques de la jeunesse d'hiver a eu lieu à Innsbruck en Autriche.
- 15 au 29 : 10e édition des championnats d'Europe de handball masculin a eu lieu en Serbie.
- 16 au 29 : 30e édition des championnats d'Europe de water-polo masculin a eu lieu à Eindhoven a eu lieu aux Pays-Bas.
- 16 au 29 : 100e édition de l'Open d'Australie, à Melbourne, en Australie.
- 21 janvier au 12 février, la 28e édition de la coupe d'Afrique des nations de football a eu lieu au Gabon et en Guinée équatoriale.
- 23 au 29 : 104e édition des championnats d'Europe de patinage artistique à Sheffield a eu lieu au Royaume-Uni.
- 27 au 29 : 16e édition des championnats d'Europe de patinage de vitesse sur piste courte a eu lieu à Mladá Boleslav en République tchèque.
- 28 au 29 : 63e édition des championnats du monde de cyclo-cross à Coxyde a eu lieu en Belgique.
- 31 janvier au 11 février : 8e édition du championnat d'Europe de futsal en Croatie.

### Février
- 26 novembre 2011 au 26 février 2012 : 35e édition de la coupe du monde de la luge.
- 5 : finale de la 45e saison de Super Bowl Lucas Oil Stadium de Indianapolis (Indiana), États-Unis.
- 4 février au 17 mars : 118e édition du Tournoi des Six Nations.
- 6 au 12 : 41e édition des Championnats du monde de luge a eu lieu à Altenberg en Allemagne.
- 7 au 12 : 14e édition des championnats des quatre continents de patinage artistique à Colorado Springs au Colorado aux États-Unis.
- 8 au 18, 31e édition des championnats d'Asie de cyclisme à Kuala Lumpur en Malaisie.
- 13 au 26 : 54e édition des Championnats du monde de bobsleigh en bob à 4, la 56e édition en bob à 2 hommes, la 9e édtition en bob à 2 femmes, la 21e édition des Championnats du monde de skeleton pour les hommes et la 9e pour les femmes a eu lieu à Lake Placid aux États-Unis.
- 19, Elimination Chamber 2012 a Milwaukee dans le Wisconsin États-Unis.
- - au - : 39e édition des championnats d'Europe de karaté juniors et cadets à…, Azerbaïdjan.

### Mars
- 30 novembre 2011 au 18 mars 2012 : 35e édition de la coupe du monde de biathlon.
- 1er au 11 : 45e édition des Championnats du monde de biathlon à Ruhpolding en Allemagne.
- 6 au 11 : 64e édition des championnats d'Europe de lutte à Belgrade, en Serbie.
- 9 au 11, la 15e édition des championnats du monde d'athlétisme en salle à Istanbul en Turquie.
- 17 au 25 : 34e édition des championnats du monde de curling féminin à Lethbridge au Canada.
- 26 mars au 1er avril : 102e édition des championnats du monde de patinage artistique à Nice en France.
- 30 mars au 8 avril : 54e édition des championnats du monde de curling masculin à Bâle en Suisse.

### Avril
- 1er : WrestleMania XXVIII, spectacle de catch de la WWE à Miami, Floride aux États-Unis.
- 4 au 8 : 109e édition des Championnats du monde de cyclisme sur piste à Melbourne en Australie.
- 7 au 14 : 15e édition des championnats du monde féminin de hockey sur glace, au stade de Gutterson Fieldhouse à Burlington, dans l'État du Vermont aux États-Unis.
- 10 au 14 : 23e édition des championnats d'Europe de trampoline à Saint-Pétersbourg en Russie.
- 12 au 13 : 59e édition, des championnats du monde d'escrime à Kiev, en Ukraine.
- 12 au 22 : 14e édition des championnats du monde moins de 18 ans de hockey sur glace masculin à Brno et Znojmo, en République tchèque.
- 16 au 21 : 23e édition des championnats d'Europe de badminton à Karlskrona, en Suède.
- 20 au 25 : 12e édition des championnats d'Afrique d'escrime à Casablanca, au Maroc.
- 25 au 29 : 26e édition des Championnats d'Europe de judo à Tcheliabinsk en Russie.

### Mai
- 4 au 20 : 76e édition des championnats du monde de hockey sur glace à Helsinki en Finlande et à Stockholm en Suède.
- 5 au 27, la 95e édition du Tour d'Italie en 21 étapes sur 3 476,4 km, au départ de Herning au Danemark et à l'arrivée à Milan en Italie.
- 9 au 13 : 29e édition des championnats d'Europe de gymnastique artistique féminin à Bruxelles en Belgique.
- 11 au 13 : 47e édition des championnats d'Europe de karaté à Tenerife, dans les îles Canaries, en Espagne.
- 14 au 27 : 31e édition des championnats d'Europe de natation à Debrecen en Hongrie pour la natation sportive, et à Eindhoven, aux Pays-Bas, pour la natation synchronisée et le plongeon.
- 21 au 27 : 30e édition des championnats d'Europe de gymnastique artistique masculin à Montpellier en France.
- 29 mai au 3 juin : 9e édition de la ligue mondiale féminine de water-polo à Changshu, Chine.
- 27 mai au 10 juin : 111e édition des internationaux de France de tennis à Paris, France.

### Juin
- 4 au 22 : 5e édition du championnat du monde junior de rugby à XV, en Afrique du Sud.
- 9 juin au 1er juillet : 14e édition des championnats d'Europe de football en Pologne et en Ukraine.
- 12 au 17 : 11e édition de la ligue mondiale masculine de water-polo à Almaty, Kazakhstan.
- 15 au 20 : 25e édition des championnats d'Europe d'escrime à Legnano, Italie.
- 16 au 17 : 80e édition des 24 Heures du Mans, France.
- 22 au 23 : 5e édition du championnat d'Océanie de handball à Sydney en Australie.
- 25 juin au 8 juillet, 126e édition du Tournoi de Wimbledon à Londres au Royaume-Uni.
- 27 juin au 1er juillet : 21e édition des championnats d'Europe d'athlétisme au Stade olympique d'Helsinki, Finlande.
- 30 au 7 juillet : édition 2012 de la Coupe du monde de football américain des moins de 19 ans, à Austin au Texas (États-Unis)[1].
- 30 juin au 22 juillet : 99e édition du tour de France à Liège, Belgique et à Paris, France.

### Juillet
- 2 : 73e édition de la cocarde d'or se déroule à Arles, France.
- 3 juillet au 14 juillet : 61e édition du championnat d'Europe de football des moins de 19 ans se déroule en Estonie.
- 10 au 15 : 14e édition des championnats du monde juniors d'athlétisme (eng : 14th IAAF World Junior Championships) se déroulent à Barcelone, Espagne.
- 27 au 12 août : 30e édition des Jeux olympiques d'été dit « Londres 2012 », Royaume-Uni.

### Août
- 2 au 5 : 31e éditions des championnats du monde de twirling bâton à Villebon-sur-Yvette, en France.
- 18 au 8 septembre : 6e édition de la coupe du monde de football féminin des moins de 20 ans, en Ouzbékistan.
- 18 au 9 septembre : Tour d'Espagne 2012, en 21 étapes sur 3 281 kilomètres, au départ de Pampelune et à l'arrivée à Madrid, Espagne.
- 29 au 9 septembre : XIVe édition des jeux paralympiques d'été, à Londres, Royaume-Uni.

### Septembre
- 5 au 9 : 10e édition des championnats du monde de kayak-polo en Pologne.
- 7 au 16 : 32e édition des championnats d'Europe de baseball aux Pays-Bas.
- 12 au 16 : 12e édition des championnats du monde d'escalade au Palais omnisports de Paris-Bercy à Paris, en France.
- 15 au 23 : 85e édition des championnats du monde de cyclisme sur route à Limburg, Pays-Bas.
- 22 septembre au 13 octobre : 4e édition de la coupe du monde de football féminin des moins de 17 ans, en Azerbaïdjan.

### Octobre
- 6 : 19e édition des championnats du monde de semi-marathon à Kavarna en Bulgarie.
- 6 au 7 : 10e édition des championnats du monde marathon de mountain bike à Val-d'Isère en France.
- 13 : 33e édition des championnats du monde d'Iron Man à Kailua-Kona, à Hawaï.
- 15 au 21 : 31e édition des Championnats d'Europe de tennis de table à Herning au Danemark.
- 19 au 21 : 3e édition des Championnats d'Europe de cyclisme sur piste élites à Panevėžys en Lituanie.

### Novembre
- 2 au 18 : 7e édition de la coupe du monde de futsal en Thaïlande.
- 8 au 11 : 17e édition de la coupe de Russie de patinage artistique.
- 21 au 25 : 21e édition des championnats du monde de karaté au Palais Omnisports de Paris-Bercy à Paris, France.
- 22 au 25 : 20e édition des championnats d'Europe de natation en petit bassin à l’Odyssée à Chartres en France.

### Décembre
- 3 au 16 : 10e édition des championnats d'Europe de handball féminin aux Pays-Bas.
- 6 au 16 : 9e édition de la coupe du monde des clubs de la FIFA au Japon.
- 9 : 19e édition des championnats d'Europe de cross-country à Velenje en Slovénie.

### Année
- Championnats de France de football :
  - 11 août 2012 au 26 mai 2013 : 75e édition du championnat de France de football.
  - 27 juillet 2012 au 24 mai 2013 : 75e édition du Championnat de France de football de Ligue 2.
  - 3 août 2012 au 24 mai 2013 : 16e édition du Championnat de France de football National.
  - 11 août 2012 au 25 mai 2013 : 35e édition du Championnat de France amateur de football.
  - 25 août 2012 au 25 mai 2013 : 20e édition du Championnat de France amateur 2 de football.
- Basket-ball :
  - 23 octobre 2012 au 5 mai 2013 : coupe de France.
  - ? 2012 au ? 2013 : championnat de France de basket-ball de Pro.
- Ligues des champions de football :
  - 18 septembre 2012 au 18 mai 2013 : 58e édition de la ligue des champions de l'UEFA en Europe ; finale à Londres au Wembley Stadium, Royaume-Uni.
  - 11 août 2012 au 18 mai 2013 : 12e édition de la ligue des champions féminine de l'UEFA en Europe ; finale à Londres au Wembley Stadium, Royaume-Uni.
  - 17 février 2012 au ? novembre 2012 : 47e édition de la ligue des champions de la CAF, en Afrique.
- Ligues des champions de handball :
  - ? 2012 au ? 2013 : 53e édition de la ligue des champions de handball.
- Autres championnat du monde par année
  - 17 janvier au 4 novembre : 40e édition des championnats du monde des rallyes.
  - 17 mars au 18 novembre : 3e édition des championnats du monde d'endurance FIA (1er sous le nom de FIA) comprenant 8 circuits (dont les 24 Heures du Mans) dans 8 pays différents.
  - ? 2012 au ? 2013 : 19e édition de la coupe du monde de snowboard.
  - ? 2012 au ? 2013 : 32e édition de la coupe du monde de ski de fond.
  - ? 2012 au ? 2013 : 30e édition de la coupe du monde de combiné nordique.
- 10 février 2012 au 9 décembre 2013 : 101e édition de la Coupe Davis.

## Par sports

### Athlétisme
- 4 février : ECCC Cross Country
- 17 et 18 mars : 12e Coupe d'Europe hivernale des lancers à Bar (Monténégro).
- 9 à 11 mars : 14es Championnats du monde d'athlétisme en salle à Istanbul.
- 12 et 13 mai : 25e Coupe du monde de marche à Saransk (RUS).
- 2 juin : 16e Coupe d'Europe de 10 000 m à Palafrugell (ESP).
- 27 juin au 1er juillet : 21es Championnats d'Europe d'athlétisme 2012 à Helsinki.
- 10 au 15 juillet : 14es Championnats du monde juniors d'athlétisme à Barcelone.
- 6 octobre : 20es Championnats du monde de semi-marathon à Kavarna (BUL).
- 9 décembre : 19es Championnats d'Europe de cross-country à Budapest.

### Baseball
- 28 mars au 3 octobre : Saison 2012 de la Ligue majeure de baseball.
- 24 octobre au 1er novembre : Série mondiale 2012.

### Rugby à XIII
- 11 mai : à Narbonne, Carcassonne remporte le Championnat de France face à Pia 26-20.
- 20 mai : à Narbonne, Carcassonne remporte la Coupe de France face à Pia 14-12.

### Rugby à XV
- 11 août au 27 octobre : Currie Cup.
- 10 novembre 2011 au 20 mai : Challenge européen.
- 3 septembre 2011 au 26 mai : Championnat d'Angleterre.
- 26 août 2011 au 9 juin : Championnat de France.
- 25 octobre 2011 au 18 mars : Coupe anglo-galloise.
- 11 novembre 2011 au 19 mai : Coupe d'Europe.
- 2 septembre 2011 au 27 mai : Pro12.
- 24 février au 4 août : Super 15.
- 18 août au 6 octobre The Rugby Championship.
- 4 février au 17 mars : Tournoi des Six Nations.

### Water-Polo
France
- juin : le Montpellier WP est Champion de France Pro A Masculin pour la 1re fois.
- L'O.Nice Natation est Champion de France Pro A Féminin pour la 5e fois.

Europe
- 12 mai : Pro Recco est Champion d'Europe pour la 7e fois.
- Rari Nantes Savona remporte la Len Euro Cup pour la 3e fois.
- 27 juillet : Les Serbes sont Champions d'Europe pour la 2e fois.
- Les Italiennes sont Championnes d'Europe pour la 5e fois.

Monde
- 17 juin : Les Croates remportent la Ligue Mondiale pour la 1re fois.
- 3 juin : Les Américaines remportent la Ligue Mondiale pour la 7e fois.